# Campanari des Moros
Die Campanari des Moros, eine aus Steinen gestapelte Säule, steht östlich der Straße von Sabó nach Montuïri auf der spanischen Baleareninsel Mallorca. Es handelt sich um die Säule östlich des Talayots von Son Fornés. Wahrscheinlich verschwand er beim Bau der nahe gelegenen Siedlung von Sabó.
Das auf Mallorca nicht ganz einzigartige Denkmal wurde 1887 von Émile Cartailhac (1845–1921) beschrieben: „Ich habe hier ein ideales Beispiel dafür, wie die Ruinen eines enormen Talaiots, von ähnlicher Größe wie der von Sa Canova bis auf die Mittelsäule verschwinden“.
Das Denkmal besteht aus großen aufeinander gestapelten Steinblöcken, die sich nach unten verjüngen und insgesamt etwa 4,0 m hoch sind.